# Косовска област
Косовска област је била административна јединица Краљевине Срба, Хрвата и Словенаца. Настала је 1922. спајањем ранијих округа Топличког, Косовског и Призренског, с тим што је Гњилански срез Косовског округа размењен са Лебанским срезом Врањског (и тако постао део Врањске области). Расформирана је 1929. године увођењем бановина: Прокупље, Куршумлија и Подујево (тј. окрузи Добрички, Косанички и Лабски) су припали Моравској бановини, а остатак Вардарској.

## Географија
Косовска област обухватала је поречја Топлице, Ситнице и Белог дрима. Од мањих цјелина сјеверне Србије овој области припадају Добрич, Топлица, Пуста Река и Косаница. Планине су Копаоник и Јастребац, са њиховим огранцима, затим Петрова Гора и Пасјача. Области припадају и горњи токови Пусте Реке и Јабланице.

## Становништво
Главно становништво према попису од 1921 чине Срби (203.917), поред њих знатно су заступани Арнаути и арнауташи (125.345), а прилично и Турци са неважном примесом других народности (22.308), уз незнатно суделовање Куцовлаха (350) и других Словена (54), Њемаца (9) и Мађара (7).
По вјероисповести највише је православних (188.912), затим муслимана (157.383), најмање католика (5.252), поред незнатног броја мојсијевца (344), евангелика (69) и других вјероисповијести (40).

## Административна подела
Област је садржавала срезове:
- Горски (Враниште)
- Грачанички (Приштина)
- Добрички (Прокупље)
- Јабланички (Лебане)
- Косанички (Куршумлија)
- Лабски (Подујево)
- Неродимски (Урошевац)
- Подгорички (Суха Река)
- Подримски (Ораховац)
- Прокупачки (Прокупље)
- Шарпланински (Призрен)

## Велики жупани
- Божидар Божовић
- Ђорђе Матић[3]